# Taça CERS de 2016–17
A Taça CERS de 2016–17 foi a 37ª edição da Taça CERS organizada pela CERH, disputada por 30 equipas de 7 federações nacionais.
O seu sorteio realizou-se em 10 de setembro de 2016 na "Casa de la Cultura" em Mieres espanha. .
O OC Barcelos e CP Vilafranca ficaram automaticamente apuradas para os oitavos de final.
Na final disputada em Viareggio o OC Barcelos conquistou a sua terceira Taça CERS, a segunda consecutiva, ao bater a equipa da casa por 4-2.

## Equipas da Taça CERS 2016–17
Equipas qualificadas: 
| Portugal                                        | Espanha                                                           | Itália                                                                      | Alemanha                                                                                    | Suíça                                                         | França                                           | Áustria                      | Inglaterra                    |
| ----------------------------------------------- | ----------------------------------------------------------------- | --------------------------------------------------------------------------- | ------------------------------------------------------------------------------------------- | ------------------------------------------------------------- | ------------------------------------------------ | ---------------------------- | ----------------------------- |
| - OC Barcelos - Juventude de Viana - HC Turquel | - CP Vilafranca - CE Vendrell - CH Caldes - CE Noia - Igualada HC | - ASH Sarzana - RHC Monza - GSH Trissino - CGC Viareggio - Follonica Hockey | - TuS Dusseldorf-Nord - RSC Darmstadt - SK Germania Herringen - RESG Walsum - IGR Remscheid | - RSC Uttigen - RHC Wimmis - RC Biasca - RHC Uri - Geneve RHC | - US Coutras - SCRA Saint Omer - SPRS Ploufragan | - RHC Wolfurt - RHC Dornbirn | - Soham RHC - King's Lynn RHC |

## Pré-Eliminatória
As duas mãos da Pré-eliminatória foram disputados nos dias 5 de Novembro e 26 de Novembro de 2016. 
| Equipe 1              | Total      | Equipe 2            | 1.º jogo | 2.º jogo |
| --------------------- | ---------- | ------------------- | -------- | -------- |
| GSH Trissino          | 14–4       | TuS Dusseldorf-Nord | 6–3      | 8–1      |
| RHC Uri               | 4–10       | RHC Monza           | 1–4      | 3–6      |
| RSC Darmstadt         | 4–15       | Juventude de Viana  | 2–7      | 2–8      |
| CGC Viareggio         | 8–5        | CE Vendrell         | 3–3      | 5–2      |
| US Coutras            | 1–7        | CH Caldes           | 0–1      | 1–6      |
| Geneve RHC            | 11–12 pro. | H.Sarzana           | 5–6      | 6–6 pro. |
| RESG Walsum           | 3–4 g.p.   | Uttingen            | 2–2      | 3–3      |
| Soham RHC             | 1–15       | SCRA St.Omer        | 1–7      | 0–8      |
| CE Noia               | 5–8        | H.Follonica         | 1–2      | 4–6      |
| Igualada HC           | 14–3       | RC Biasca           | 7–1      | 7–2      |
| King's Lynn RHC       | 2–29       | SPRS Ploufragan     | 1–13     | 1–16     |
| SK Germania Herringen | 5–7        | HC Turquel          | 2–3      | 3–4      |
| RHC Wimmis            | 9–6        | RHC Dornbirn        | 2–4      | 7–2      |
| RHC Wolfut            | 6–17       | IGR Remscheid       | 2–9      | 4–8      |

## Fase Final
|  | Oitavos-de-final               | Oitavos-de-final               | Oitavos-de-final               | Oitavos-de-final               |   |               | Quartos-de-final             | Quartos-de-final             | Quartos-de-final             | Quartos-de-final             |  |           | Meias-Finais | Meias-Finais |               |   | Final       | Final       |
|  | 17 de Dezembro e 14 de Janeiro | 17 de Dezembro e 14 de Janeiro | 17 de Dezembro e 14 de Janeiro | 17 de Dezembro e 14 de Janeiro |   |               | 4 de Fevereiro e 11 de Março | 4 de Fevereiro e 11 de Março | 4 de Fevereiro e 11 de Março | 4 de Fevereiro e 11 de Março |  |           | 29 de Abril  | 29 de Abril  |               |   | 30 de Abril | 30 de Abril |
|  |                                |                                |                                |                                |   |               |                              |                              |                              |                              |  |           |              |              |               |   |             |             |
|  | CH Caldes                      | 5                              | 7                              | 12                             |   |               |                              |                              |                              |                              |  |           |              |              |               |   |             |             |
|  | RHC Wimmis                     | 1                              | 4                              | 5                              |   |               |                              |                              |                              |                              |  |           |              |              |               |   |             |             |
|  | RHC Wimmis                     | 1                              | 4                              | 5                              |   | CH Caldes     | 4                            | 5                            | 9                            |                              |  |           |              |              |               |   |             |             |
|  |                                |                                |                                |                                |   | CH Caldes     | 4                            | 5                            | 9                            |                              |  |           |              |              |               |   |             |             |
|  |                                | GSH Trissino                   | 3                              | 2                              | 5 |               |                              |                              |                              |                              |  |           |              |              |               |   |             |             |
|  | SCRA St.Omer                   | GSH Trissino                   | 3                              | 2                              | 5 | 4             | 3                            | 7                            |                              |                              |  |           |              |              |               |   |             |             |
|  | SCRA St.Omer                   |                                |                                |                                |   | 4             | 3                            | 7                            |                              |                              |  |           |              |              |               |   |             |             |
|  | GSH Trissino                   | 3                              | 5                              | 8                              |   |               |                              |                              |                              |                              |  |           |              |              |               |   |             |             |
|  | GSH Trissino                   | 3                              | 5                              | 8                              |   |               |                              |                              |                              |                              |  | CH Caldes | 0            |              |               |   |             |             |
|  |                                |                                |                                |                                |   |               |                              |                              |                              |                              |  | CH Caldes | 0            |              |               |   |             |             |
|  |                                | CGC Viareggio                  | 2                              |                                |   |               |                              |                              |                              |                              |  |           |              |              |               |   |             |             |
|  | CGC Viareggio                  | CGC Viareggio                  | 2                              | 7                              | 4 | 11            |                              |                              |                              |                              |  |           |              |              |               |   |             |             |
|  | CGC Viareggio                  |                                |                                | 7                              | 4 | 11            |                              |                              |                              |                              |  |           |              |              |               |   |             |             |
|  | SPRS Ploufragan                | 4                              | 1                              | 5                              |   |               |                              |                              |                              |                              |  |           |              |              |               |   |             |             |
|  | SPRS Ploufragan                | 4                              | 1                              | 5                              |   | CGC Viareggio | 4                            | 4                            | 8                            |                              |  |           |              |              |               |   |             |             |
|  |                                |                                |                                |                                |   | CGC Viareggio | 4                            | 4                            | 8                            |                              |  |           |              |              |               |   |             |             |
|  |                                | Igualada HC                    | 1                              | 4                              | 5 |               |                              |                              |                              |                              |  |           |              |              |               |   |             |             |
|  | Igualada HC                    | Igualada HC                    | 1                              | 4                              | 5 | 11            | 6                            | 17                           |                              |                              |  |           |              |              |               |   |             |             |
|  | Igualada HC                    |                                |                                |                                |   | 11            | 6                            | 17                           |                              |                              |  |           |              |              |               |   |             |             |
|  | IGR Remscheid                  | 1                              | 3                              | 4                              |   |               |                              |                              |                              |                              |  |           |              |              |               |   |             |             |
|  | IGR Remscheid                  | 1                              | 3                              | 4                              |   |               |                              |                              |                              |                              |  |           |              |              | CGC Viareggio | 2 |             |             |
|  |                                |                                |                                |                                |   |               |                              |                              |                              |                              |  |           |              |              |               | 2 |             |             |
|  |                                | OC Barcelos                    | 4                              |                                |   |               |                              |                              |                              |                              |  |           |              |              |               |   |             |             |
|  | HC Turquel                     | OC Barcelos                    | 4                              | 4                              | 2 | 6             |                              |                              |                              |                              |  |           |              |              |               |   |             |             |
|  | HC Turquel                     |                                |                                | 4                              | 2 | 6             |                              |                              |                              |                              |  |           |              |              |               |   |             |             |
|  | RESG Walsum                    | 0                              | 5                              | 5                              |   |               |                              |                              |                              |                              |  |           |              |              |               |   |             |             |
|  | RESG Walsum                    | 0                              | 5                              | 5                              |   | HC Turquel    | 2                            | 2                            | 4                            |                              |  |           |              |              |               |   |             |             |
|  |                                |                                |                                |                                |   | HC Turquel    | 2                            | 2                            | 4                            |                              |  |           |              |              |               |   |             |             |
|  |                                | H.Sarzana                      | 2                              | 3                              | 5 |               |                              |                              |                              |                              |  |           |              |              |               |   |             |             |
|  | H.Sarzana                      | H.Sarzana                      | 2                              | 3                              | 5 | 6             | 4pro                         | 10                           |                              |                              |  |           |              |              |               |   |             |             |
|  | H.Sarzana                      |                                |                                |                                |   | 6             | 4pro                         | 10                           |                              |                              |  |           |              |              |               |   |             |             |
|  | RHC Monza                      | 4                              | 5                              | 9                              |   |               |                              |                              |                              |                              |  |           |              |              |               |   |             |             |
|  | RHC Monza                      | 4                              | 5                              | 9                              |   |               |                              |                              |                              |                              |  | H.Sarzana | 1            |              |               |   |             |             |
|  |                                |                                |                                |                                |   |               |                              |                              |                              |                              |  | H.Sarzana | 1            |              |               |   |             |             |
|  |                                | OC Barcelos                    | 3                              |                                |   |               |                              |                              |                              |                              |  |           |              |              |               |   |             |             |
|  | Juventude de Viana             | OC Barcelos                    | 3                              | 3                              | 2 | 5             |                              |                              |                              |                              |  |           |              |              |               |   |             |             |
|  | Juventude de Viana             |                                |                                | 3                              | 2 | 5             |                              |                              |                              |                              |  |           |              |              |               |   |             |             |
|  | CP Vilafranca                  | 1                              | 5pro.                          | 6                              |   |               |                              |                              |                              |                              |  |           |              |              |               |   |             |             |
|  | CP Vilafranca                  | 1                              | 5pro.                          | 6                              |   | CP Vilafranca | 3                            | 3                            | 6                            |                              |  |           |              |              |               |   |             |             |
|  |                                |                                |                                |                                |   | CP Vilafranca | 3                            | 3                            | 6                            |                              |  |           |              |              |               |   |             |             |
|  |                                | OC Barcelos                    | 2                              | 6                              | 8 |               |                              |                              |                              |                              |  |           |              |              |               |   |             |             |
|  | H.Follonica                    | OC Barcelos                    | 2                              | 6                              | 8 | 1             | 2                            | 3                            |                              |                              |  |           |              |              |               |   |             |             |
|  | H.Follonica                    |                                |                                |                                |   | 1             | 2                            | 3                            |                              |                              |  |           |              |              |               |   |             |             |
|  | OC Barcelos                    | 3                              | 3                              | 6                              |   |               |                              |                              |                              |                              |  |           |              |              |               |   |             |             |

## TOP 10 Melhores marcadores 2016/2017
| Nº | Nome do jogador     | Equipa          | Nº de Golos |
| -- | ------------------- | --------------- | ----------- |
| 1º | Emanuel Garcia      | Igualada HC     | 11          |
| 2º | Roger Acsensi       | CH Caldes       | 9           |
|    | Yannick Peinke      | IGR Remscheid   | 9           |
|    | Maximiliano Oruste  | GSH Trissino    | 9           |
|    | Xavier "Xavi" Costa | CGC Viareggio   | 9           |
| 6º | Rui Cova            | SPRS Ploufragan | 8           |
|    | Xavier Rovira       | CH Caldes       | 8           |
| 8º | Francesc Bargalló   | Igualada HC     | 7           |
|    | Xavier "Xavi" Rubio | CGC Viareggio   | 7           |
|    | Francesco Dolce     | H.Sarzana       | 7           |

## Ligações Externas
- CERH website
- CERH twitter

### Internacional
- Ligações para todos os sítios de hóquei
- Mundook- Sítio com notícias de todo o mundo do hóquei
- Hoqueipatins.com - Sítio com todos os resultados de Hóquei em Patins